# Обсерваторія Стара Лесна
Обсерваторія Стара Лесна (словац. Observatórium Stará Lesná) — астрономічна і метеорологічна обсерваторія в Словаччині, розташована в селі Стара Лесна у підніжжя Високих Татр. Астрономічна обсерваторія належить Астрономічному інституту Словацької академії наук, а розташована на її території метеорологічна станція — Геофізичному інституту Словацької академіх наук. Будівництво обсерваторії було розпочато в 1979 році.
Обсерваторія включає комплекс два куполи й одну спеціальну будівлю, в якій розміщені рефлектори діаметрами 60 см і 50 см для фотометрії зір, горизонтальний сонячний телескоп зі спектрографом діаметром 50 см для спектральних спостережень Сонця, а також невеликий рефрактор для малювання сонячних плям діаметром 10 см. Тепер горизонтальний сонячний телескоп зі спектрографом здебільшого використовується для практичних занять студентів і для тестування астрономічних приладів.
Метеостанція належить відділу фізики атмосфери Геофізичного інституту Словацької академіх наук. Вона знаходиться на висоті 810 м над рівнем моря. Спостережна програма станції зосереджена на
- основних кліматологічних вимірюваннях,
- вимірюваннях сонячної радіації та радіації земної поверхні,
- моніторингу забруднення повітря[3]

Під час шторму у Високих Татрах 19 листопада 2004 року станція була розташована в зоні найбільшого пошкодження лісу. Тут з 15:20 до 18:20 тримався порив вітру швидкістю понад 30 м/с.